# Favites spinosa
Espèce
Statut CITES
Favites spinosa est une espèce de coraux appartenant à la famille des Merulinidae ou à la famille Faviidae.